# Étienne Geoffroy Saint-Hilaire
Étienne Geoffroy Saint-Hilaire (Étampes, 15 de abril de 1772 — Paris, 19 de junho de 1844) foi um naturalista e zoólogo francês. É considerado o fundador da teratologia, ramo da medicina que estuda as malformações congênitas.

## Biografia
Após desistir da carreira eclesiástica, estudou ciências naturais e graduou-se em direito, quando então conheceu o famoso naturalista Louis Daubenton, que o convenceu a estudar medicina e a dedicar-se à pesquisa científica. Nomeado para a cátedra de Zoologia no Museu de História Natural (1793), publicou Histoire des Makis, ou singes de Madagascar (1798), em que expressou pela primeira vez suas ideias sobre a unidade da composição orgânica.
Ao contrário do naturalista francês Georges Cuvier, seu contemporâneo, o qual defendia que as espécies animais não haviam mudado desde a criação, ele acreditava na mutação das espécies, antecipando-se na teoria, às famosas teorias de Charles Darwin e Alfred Russel Wallace. Integrou a comissão científica de Napoleão ao Egito (1798), onde coletou grande número de espécimes e fundou o Instituto do Cairo. De volta a Paris, foi eleito membro da Academia de Ciências, que mais tarde passou a presidir. Nomeado catedrático de zoologia da Sorbonne (1809) passou a se dedicar aos estudos de anatomia comparada, porém acometido de cegueira, teve que abandonar suas atividades científicas, acadêmicas e administrativas (1840) pouco antes de sua morte, em Paris. Sua obra principal, Philosophie anatomique (1818-1822) gerou uma intensa polêmica com Cuvier. Como alguns de seus conceitos, no entanto, vêm sendo comprovados pela ciência moderna, é considerado o fundador da Embriologia.
Seu filho, Isidore Geoffroy Saint-Hilaire, foi um zoólogo de renome.

## Campanha no Egito
Em 1798, Geoffroy foi escolhido para participar da grande expedição científica que acompanhou Bonaparte ao Egito. Durante esta viagem, ele coleta muitas observações zoológicas (especialmente em répteis e peixes). Em 1800, ele contraiu uma oftalmia que o deixou quase cego por um mês.
Ele conseguiu pegar peixes curiosos do Mediterrâneo e do Mar Vermelho. Frequentemente peixes idênticos, o que prova que antes os dois mares eram um.
Ele conseguirá coletar todos os peixes do Nilo. Entre eles, o Polypterus bichir, uma verdadeira novidade zoológica, que teria justificado a viagem ao Egito. Este peixe é excepcional pela forma como as guelras se abrem para fora e pelos tipos de braços que sustentam as barbatanas peitorais: parece as pontas de um mamífero. O estudo do polyptère permitiu-lhe fixar teses sobre anatomia e publicar posteriormente a sua famosa Philosophie anatomique.
Ele está interessado em animais sagrados mumificados há trinta séculos. Esses animais estão intactos. eles ficaram com todos os ossos, todos os seus cabelos. Vemos que eles são perfeitamente semelhantes aos de hoje. Esta coleção de múmias vai relançar o debate sobre a fixidez das espécies, que opõe Cuvier a Lamarck.
Também participa, em agosto de 1801, em oposição à exigência britânica de apreensão das coleções arrecadadas. Em janeiro de 1802, Geoffroy retorna a Paris.

## Teoria de Geoffroy
Geoffroy era um deísta, o que significa que ele acreditava em um Deus, mas também em um universo semelhante a uma lei, sem interferência sobrenatural nos detalhes da existência. Esse tipo de opinião era comum no Iluminismo e acompanha a rejeição da revelação e dos milagres, e não interpreta a Bíblia como a palavra literal de Deus. Essas visões não entravam em conflito com suas ideias naturalistas sobre a mudança orgânica.
A teoria de Geoffroy não era uma teoria de descendência comum, mas uma elaboração do potencial existente em um determinado tipo. Para ele, o ambiente causa uma indução direta de mudança orgânica. Esta opinião Ernst Mayr rotula como 'Geoffroyism'. Definitivamente não é o que Lamarck acreditava (para Lamarck, uma mudança de hábitos é o que muda o animal). O efeito direto do ambiente sobre as características hereditárias não é considerado hoje uma força evolutiva central; até mesmo Lawrence sabia em 1816 que o clima não causa diretamente as principais diferenças entre as raças humanas.
Geoffroy endossou uma teoria da evolução saltacional de que "monstruosidades poderiam se tornar os pais fundadores (ou mães) de novas espécies pela transição instantânea de uma forma para outra". Em 1831, ele especulou que os pássaros poderiam ter surgido de répteis por uma saltação epigenética. Geoffroy escreveu que as pressões ambientais poderiam produzir transformações repentinas para estabelecer novas espécies instantaneamente. Em 1864, Albert von Kölliker reviveu a teoria de Geoffroy de que a evolução prossegue em grandes etapas, sob o nome de heterogênese.
Geoffroy observou que a organização das estruturas dorsais e ventrais nos artrópodes é oposta à dos mamíferos. A hipótese da inversão foi recebida com críticas e foi rejeitada, no entanto, alguns embriologistas moleculares modernos ressuscitaram essa ideia.

## Publicações
- L’Expédition d’Égypte: 1798-1802, Clermont-Ferrand, Éd. Paleo, coll. « Classiques de l’histoire des sciences », 2000, 184 p., in-8° (ISBN 2-913944-21-3).
- Lettres écrites d’Égypte à Cuvier, Jussieu, Lacépède, Monge, Desgenettes, Redouté jeune, Norry…, Paris, Éd. Hachette, 1901, XXVIII-290 p., in-16° (edição online). — Éd. et annotées par Ernest-Théodore Hamy.
- Rapport fait à l’Académie royale des sciences, d’après ses ordres…, sur l’histoire scientifique et militaire de l’expédition française en Égypte, Paris, Impr. de H. Dupuy, 1836, 15 p., in-8

- Loi universelle, attraction de soi pour soi, ou Clef applicable à l'interprétation de tous les phénomènes de philosophie naturelle, par Geoffroy St-Hilaire, étude par Maxime Vernois, 1839.